# Resident Evil: Vendetta
Resident Evil: Vendetta (bra: Resident Evil: A Vingança), também conhecido como Biohazard: Vendetta (em japonês: バイオハザード ヴェンデッタ, Baiohazādo Vendetta), é um filme animado de ação e terror japonês em língua inglesa de 2017 ambientado no mesmo universo dos jogos eletrônicos de Resident Evil.
O filme foi produzido pela Marza Animation Planet e pelo produtor da Capcom, Hiroyuki Kobayashi, sob a direção de Takanori Tsujimoto e com roteiro de Makoto Fukami. Ele é o terceiro filme animado da franquia, precedido por Degeneration (2008) e Damnation (2012), seguido por Death Island (2023). Foi lançado nos cinemas japoneses em 27 de maio de 2017, com sua distribuição na América do Norte limitada ao mercado doméstico.
Vendetta recebeu críticas negativas, com foco nas deficiências visíveis na animação e no roteiro descrito como expositivo, previsível e monótono. No entanto, as cenas de ação foram elogiadas por parte da crítica especializada.

## Enredo
O agente da Bioterrorism Security Assessment Alliance (BSAA) Chris Redfield está em processo de localização e captura de Glenn Arias, um ex-agente operacional da CIA que se converteu em traficante de armamentos ilícitos. Arias, motivado pela vingança contra o governo dos Estados Unidos devido à morte de seus amigos e familiares em um ataque de drone durante seu casamento, está envolvido na produção e contrabando de armas biológicas destinadas ao referido país. Posteriormente, a equipe de Chris se infiltra em uma residência de luxo no México com o objetivo de resgatar a informante desaparecida, Cathy White. Durante a operação, são emboscados por zumbis e armadilhas letais, resultando na sobrevivência apenas de Chris. Nos arredores da mansão, Chris confronta Arias, revelando-se que Cathy foi transformada em um zumbi sob seu controle. Em um embate, Arias supera Chris e se retira com seus aliados, Diego e Maria Gomez. A BSAA intervém, resgatando Chris e neutralizando Cathy e os demais reanimados.
Quatro meses mais tarde, a professora Rebecca Chambers, anteriormente membro da unidade S.T.A.R.S. e sobrevivente do Incidente na Mansão, dedica-se ao estudo do novo vírus "Animality", também conhecido como "A-vírus", que possui a capacidade de permanecer inativo dentro de um indivíduo até que seja ativado pelo gatilho apropriado. Este vírus é composto por três elementos distintos: o vírus base, o agente ativador e a vacina correspondente. Durante um ataque aos laboratórios de pesquisa, Maria dispersa o vírus na forma de aerossol, resultando na transformação de seus colegas em zumbis. Rebecca, contudo, desenvolve uma vacina eficaz para se imunizar contra os efeitos do vírus. Posteriormente, ela é resgatada por Chris Redfield e sua equipe da BSAA que a informam sobre sua missão em curso.
Rebecca identifica a lealdade dos indivíduos infectados pelo vírus ao hospedeiro e estabelece uma correlação com Las Plagas, uma bioarma empregada pelos Los Illuminados, que o agente da Divisão de Operações de Segurança (DSO), Leon S. Kennedy, encontrou na Europa. Posteriormente, Chris e Rebecca optam por se deslocar até o Colorado com o intuito de persuadir Leon a se juntar à operação. Contudo, ele demonstra hesitação e, durante uma conversa sobre o assunto, Maria e Diego os surpreendem com um ataque repentino, resultando na captura de Rebecca. Diante dessa situação, Chris e Leon concordam em colaborar para resgatá-la e desvendar os planos de Arias, que envolvem um potencial ataque viral em larga escala na cidade de Nova Iorque.
Uma faceta adicional do plano de Arias é concluir seu casamento interrompido ao tornar Rebecca sua noiva, devido à semelhança desta com sua falecida esposa. Com este objetivo, Arias cria uma nova variante do A-vírus que é imune à vacina de Rebecca, administrando-lhe uma injeção e informando que o efeito total se manifestará em poucos minutos. Em seguida, Arias desafia Chris a resgatar Rebecca dentro do prazo estipulado. Enquanto os colaboradores de Arias iniciam o ataque à cidade de Nova Iorque, liberando o gás viral por meio de tanques, a equipe da BSAA liderada por Leon e Chris consegue destruir os veículos, contendo assim a disseminação do vírus e derrotando Maria durante o processo.
Posteriormente, Chris e Leon infiltram-se na residência de Arias, onde enfrentam e derrotam Diego, conseguindo resgatar Rebecca. No terraço, Chris confronta Arias em um confronto corporal, resultando na sua morta ao ser arremessado através de um terraço de vidro. No entanto, Diego chega e, mesmo gravemente ferido se funde com Arias, transformando-se em um novo monstro Tyrant. Chris é incapaz de lidar com o Tyrant sozinho até que Leon se junta à batalha após eliminar os zumbis na mansão. Com o apoio dos membros restantes da equipe, eles conseguem neutralizar o Tyrant, encontrar o antídoto e curar Rebecca antes de escaparem por helicóptero. Em seguida, a equipe distribui o antídoto pela cidade para tratar os demais infectados. Enquanto isso, Maria, que foi revelada posteriormente como sobrevivente, descobre que seu pai faleceu.

## Ficha técnica

### Elenco
O elenco abaixo foi obtido do site AdoroCinema
- Matthew Mercer como Leon S. Kennedy
- Kevin Dorman como Chris Redfield
- Erin Cahill como Rebecca Chambers
- John DeMita como Glenn Arias
- Fred Tatasciore como Diego Gomez
- Cristina Valenzuela como Maria Gomez
- Arif S. Kinchen como D.C.
- Arnie Pantoja como Damian
- Kari Wahlgren como Nadia
- Karen Strassman como Cathy White

### Créditos
- Takanori Tsujimoto (direção)[10]
- Makoto Fukami (roteiro)[10]
- Joe McClean (roteiro)[10]
- Hiroyasu Shinohara (produção)[10]
- Hiroto Shinohara (produção)[10]
- Takashi Shimizu (produção executiva)[10]
- Kenji Kawai (música)[10]

## Produção
Em 15 de outubro de 2015, a Marza Animation Planet anunciou sua decisão de produzir um filme completo de animação em computação gráfica da série Resident Evil, caracterizado como um reboot, com previsão de lançamento para 2017. O título escolhido para o filme em desenvolvimento foi revelado como "Vendetta" em 25 de março de 2016. Adicionalmente, uma nova imagem promocional foi divulgada durante o 43.º Tokyo Motorcycle Show pela fabricante italiana de motocicletas Ducati em colaboração com o estúdio de cinema, apresentando Leon com o modelo mais recente da motocicleta Ducati XDiavel. No filme, Leon é visto pilotando uma Ducati XDiavel em cenas repletas de ação, especialmente no clímax da narrativa. Em seguida, a Capcom esclareceu que, embora tenha sido inicialmente chamado de reboot, o filme é de fato uma continuação. A empresa afirmou que o termo foi utilizado para descrever o novo estilo adotado pelo filme, e não uma mudança na história principal. O primeiro trailer foi divulgado durante a Tokyo Game Show em 17 de setembro de 2016, coincidindo com a divulgação de imagens de Resident Evil 7: Biohazard.
Hiroyuki Kobayashi, produtor da Capcom, expressou inicialmente o desejo de que Leon fosse o protagonista principal do filme, enquanto os produtores da produção cinematográfica preferiam Chris para esse papel. Eventualmente, ambos os personagens foram integrados à trama. Kobayashi também propôs a inclusão de Rebecca Chambers, marcando seu retorno à franquia, o que foi acatado. Dado o período significativo desde sua última aparição em uma história de Resident Evil, a equipe aproveitou a oportunidade para explorar o desenvolvimento de sua personagem ao longo desse intervalo. A cena de perseguição entre Leon e os cães quase foi omitida do filme, porém o diretor Takanori Tsujimoto insistiu em mantê-la.

## Lançamento
Para promover o filme, foi lançada uma experiência de realidade virtual para PlayStation VR intitulada Infected Experience, disponibilizada gratuitamente em 24 de maio de 2017. Vendetta estreou nos cinemas japoneses em 27 de maio de 2017, após uma première em Shinjuku no dia anterior. Uma exibição limitada nos cinemas do Reino Unido ocorreu em 14 de junho de 2017, enquanto a Fathom Events organizou uma exibição especial única do filme em cinemas selecionados da América do Norte em 19 de junho de 2017. Vendetta foi lançado digitalmente na América do Norte em 20 de junho e em Blu-ray e DVD em 18 de julho, distribuído pela Sony Pictures Home Entertainment sob o selo Stage 6 Films. Por sua vez, a trilha sonora original composta por Kenji Kawai foi disponibilizada em 7 de julho de 2017 na iTunes Store. Em 6 de setembro de 2017, foi lançado em Blu-ray e DVD no Japão.

## Repercussão
Nos cinemas, Vendetta arrecadou 150 milhões de ienes (equivalente a 1,34 milhão dólares) no Japão e 256.320 dólares em outros territórios, totalizando 1,6 milhão de dólares em receita mundial. Nas vendas domésticas em território norte-americano, a receita gerada foi de 1,61 milhão de dólares.
Em termos de aprovação da crítica especializada, o filme foi recebido de forma negativa, obtendo 43% no Rotten Tomatoes. O resumo crítico no site o descreve como "soldados combatendo hordas de zumbis enquanto tentam impedir que um lunático libere um vírus mortal em Nova Iorque." Entre os aspectos mais criticados estão a animação e o roteiro. James Marsh, crítico do South China Morning Post, descreveu o filme como uma sucessão de 90 minutos de cut scenes, criticando a maneira como sequências de exposição narrativa desajeitada foram integradas entre níveis completos para criar uma correlação com os jogos eletrônicos que motivam a trama. Marsh também apontou críticas ao diálogo artificial e às performances animadas, que, segundo ele, sofrem com o fenômeno conhecido como "vale da estranheza". Em uma linha de argumentação semelhante, Blair Marnell, colaboradora do portal IGN, afirmou que a animação se mostrava satisfatória até o ponto em que a trama exigia dos personagens a expressão de emoções, momento em que a computação gráfica falhava, na sua opinião. Quanto ao roteiro, Marnell observou que os momentos visualmente impressionantes não eram suficientes para compensar o ritmo monótono da narrativa.
No entanto, algumas análises destacaram aspectos positivos de Vendetta. Dave Trumbore, colaborador do Collider, elogiou as sequências de ação e a atenção aos detalhes nelas inseridos, apesar de reconhecer falhas na animação em determinados momentos. Ele também observou que o roteiro parece subestimar a capacidade intelectual do público ao compará-lo à lentidão dos zumbis. Adicionalmente, Trumbore criticou severamente o desenvolvimento da personagem Rebecca Chambers, apontando que ela passa de uma figura central na operação para uma "donzela em perigo", em detrimento de sua integridade original.